# Czarnobór
Czarnobór (niem. Stadtwald) – część miasta Szczecinek, w jego wschodniej części, nad Jeziorem Leśnym.
W Czarnoborze znajduje się trawiaste lotnisko dla śmigłowców oraz przystanek kolejowy leżąca przy linii na Chojnice. Do Czarnoboru dociera linia nr 8 Komunikacji Miejskiej Szczecinek oraz ulica Leśna.
Czarnobór był niegdyś samodzielną wsią włączoną później w granice miasta.